# Hairspray (álbum de 2007)
Hairspray é um álbum de trilha sonora do remake do filme de mesmo nome.

## Faixas
| #  | Titúlo                                 | Artista                                                                               | Duração | Artista(s) extra(s)                                                                    |
| -- | -------------------------------------- | ------------------------------------------------------------------------------------- | ------- | -------------------------------------------------------------------------------------- |
| 1  | "Good Morning Baltimore"               | Nikki Blonsky                                                                         | 3:54    |                                                                                        |
| 2  | "The Nicest Kids in Town"              | James Marsden                                                                         | 2:42    | Zac Efron, Brittany Snow, e Council Members                                            |
| 3  | "It Takes Two"                         | Zac Efron                                                                             | 3:04    |                                                                                        |
| 4  | "(The Legend of) Miss Baltimore Crabs" | Michelle Pfeiffer                                                                     | 4:08    | Brittany Snow, Nikki Blonsky, Amanda Bynes, Zac Efron, Council Members, e Taylor Parks |
| 5  | "I Can Hear the Bells"                 | Nikki Blonsky                                                                         | 4:14    |                                                                                        |
| 6  | "Ladies' Choice"                       | Zac Efron                                                                             | 2:28    |                                                                                        |
| 7  | "The New Girl in Town"                 | Brittany Snow                                                                         | 2:16    | Sarah Jayne Jensen, Hayley Podschun, Shayna Steele, Kamilah Marshall, e Terita R. Redd |
| 8  | "Welcome to the 60's"                  | Nikki Blonsky e John Travolta                                                         | 5:13    | Shayna Steele, Kamilah Marshall, Terita R. Redd, e Jerry Stiller                       |
| 9  | "Run and Tell That"                    | Elijah Kelley                                                                         | 3:51    | Taylor Parks                                                                           |
| 10 | "Big, Blonde and Beautiful"            | Queen Latifah                                                                         | 2:35    |                                                                                        |
| 11 | "Big, Blonde and Beautiful (Reprise)"  | John Travolta and Michelle Pfeiffer                                                   | 1:06    |                                                                                        |
| 12 | "(You're) Timeless to Me"              | John Travolta e Christopher Walken                                                    | 4:47    |                                                                                        |
| 13 | "I Know Where I've Been"               | Queen Latifah                                                                         | 4:13    | Shayna Steele, Kamilah Marshall, e Terita R. Redd                                      |
| 14 | "Without Love"                         | Zac Efron, Nikki Blonsky, Elijah Kelley, e Amanda Bynes                               | 3:40    |                                                                                        |
| 15 | "(It's) Hairspray"                     | James Marsden                                                                         | 2:20    | Zac Efron, Brittany Snow, e Council Members                                            |
| 16 | "You Can't Stop the Beat"              | Nikki Blonsky, Zac Efron, Amanda Bynes, Elijah Kelley, John Travolta, e Queen Latifah | 5:25    | Ensemble e Council Members                                                             |
| 17 | "Come So Far (Got So Far to Go)"       | Queen Latifah, Nikki Blonsky, Zac Efron, e Elijah Kelley                              | 4:17    |                                                                                        |
| 18 | "Cooties"                              | Aimee Allen                                                                           | 2:42    |                                                                                        |
| 19 | "Mama, I'm a Big Girl Now"             | Ricki Lake, Marissa Jaret Winokur, e Nikki Blonsky                                    | 3:19    |                                                                                        |